# Index Theologicus

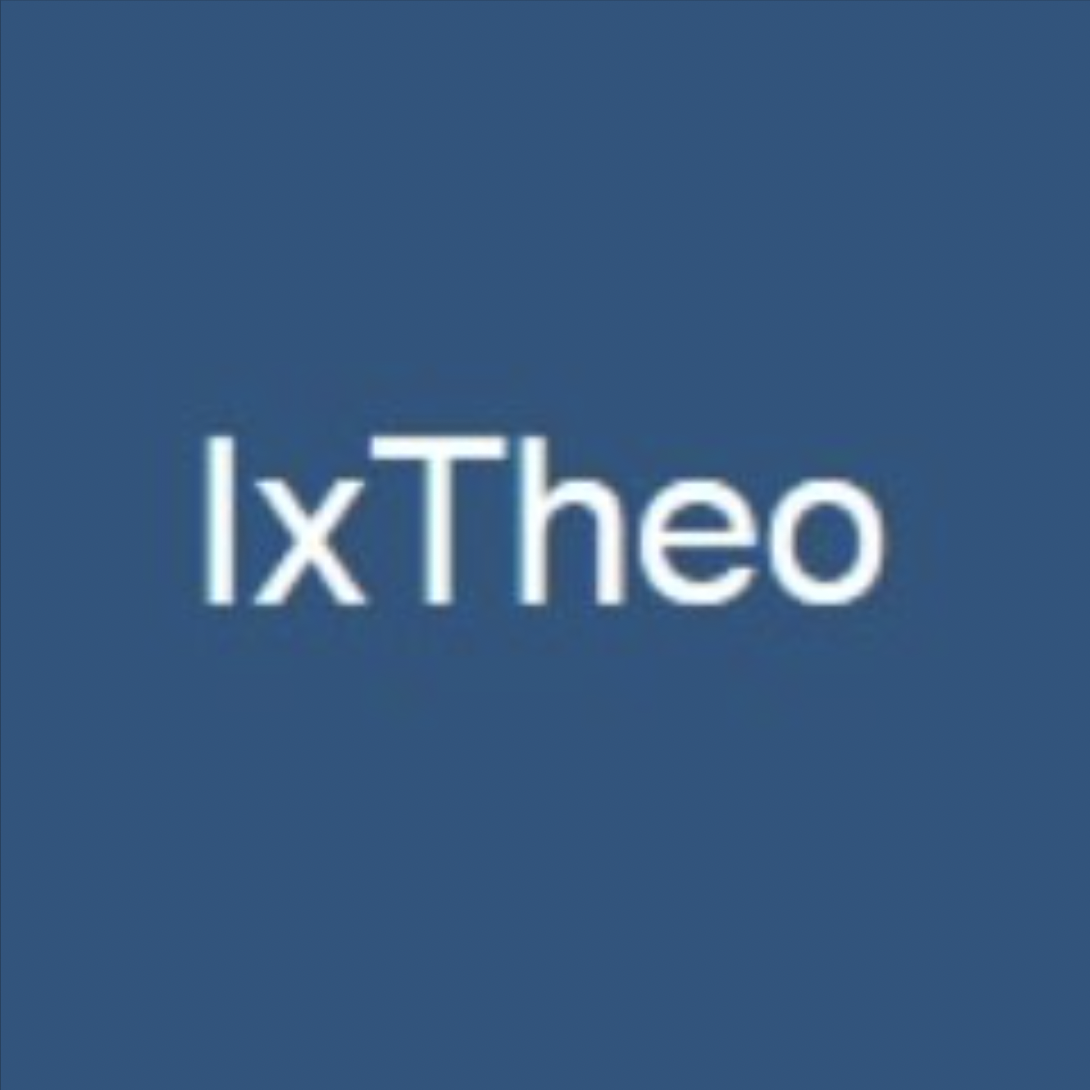
Logo de Index Theologicus

L'Index Theologicus (IxTheo) est une bibliographie scientifique internationale de théologie et de sciences des religions à libre accès. IxTheo documente la littérature scientifique sur le christianisme de même que sur le dialogue avec les autres religions, provenant de toutes les confessions, publiée dans plusieurs langues, employant des médias divers et concernant toutes les époques historiques. Elle est publiée par la Bibliothèque de l'Université de Tübingen et par les facultés de Théologie Protestante et de Théologie Catholique de l'Université de Tübingen.

## Histoire
Son prédécesseur, le Zeitschrifteninhaltsdienst Theologie ("Service de contenu des revues de théologie") ou ZID, a été fondé en 1975 à Tübingen. Ce service international et interconfessionnel reproduisait les tables des matières des revues de théologie les plus importantes auxquelles la Bibliothèque de l'Université de Tübingen était abonnée. Le bulletin mensuel du ZID incluait un index des auteurs, des références bibliques et des personnes, que l'on compilait dans des indexes annuels et quinquennaux.
En 1995, le ZID fut converti en base de données en utilisant allegro-C, un programme développé à la Bibliothèque de l'Université technique de Brunswick. Les données bibliographiques furent alors extraites des revues et sauvegardées dans la base de données avant d'être publiées dans les numéros du ZID. Au début de 1996, plus de 22 000 articles parus dans environ 480 revues et une sélection d'ouvrages commémoratifs avaient été catalogués dans la base de données. Deux ans plus tard, on y comptait environ 67 000 articles venant de près de 600 revues et plus de 200 ouvrages commémoratifs. Les données publiées dans les anciens numéros du ZID furent cataloguées rétrospectivement.
En complément à l'indexation employant des indices normalisés, une classification à facettes (nommée classification IxTheo) avec 13 groupes principaux et 139 classes fut introduite en 1995. En 1997, grâce au financement du "Verband der Diözesen Deutschlands" ("Association des diocèses d'Allemagne"), le ZID prit la charge d'indexer une sélection de revues de théologie dont l'indexation était auparavant faite par le Katholische Religionspädagogische Dokumentationsstelle ("Centre catholique de documentation sur l'éducation religieuse", situé à Munich).
La base de données fut d'abord offerte en disquettes installables, puis en CD-ROM. Sa commercialisation fut gérée de 1997 à 2001 par la Bibliothèque de l'Université de Tübingen, de 2002 à 2006 par la maison d'édition Mohr-Siebeck.
Le dernier numéro imprimé du ZID fut publié en 2000. En 2002, on changea le nom de la base de données pour l'appeler Index Theologicus.
Depuis 2007, la base de données est seulement disponible sur Internet. L'accès y est gratuit.

## Développements récents
En 2011, la bibliothèque de l'Université de Tübingen décida de poursuivre le développement de l'IxTheo pour en faire une bibliographie complète de théologie et de sciences religieuses qui inclurait, outre les articles de revues, des monographies et d'autres sources pertinentes. À cet effet, on effectua le catalogage de tous les nouveaux titres dans la base de données du Südwestdeutscher Bibliotheksverbund (SWB, "Réseau de bibliothèques du sud-ouest de l'Allemagne") à partir de 2013. Les 550 000 titres déjà catalogués dans l'ancienne base de données allegro furent transférés dans la base de données du SWB en mars 2016.
Depuis 2015, le développement de l'IxTheo est géré par le "Fachinformationsdienst (FID) Theologie" de la Bibliothèque de l'Université de Tübingen et financé par la Fondation allemande pour la recherche (en allemand "Deutsche Forschungsgemeinschaft" ou DFG).
Le nouveau IxTheo est une base de données bibliographiques à facettes basée sur le moteur de recherche VuFind. La base de données contient présentement plus de 3 million de titres. Pour faciliter les recherches, des accès dédiés à certains domaines théologiques particuliers tels que l'exégèse de la Bible () et le droit canon () ont été aménagés. L'interface de recherche est offert en neuf langues: français, allemand, anglais, italien, espagnol, portugais, grec, russe et chinois (traditionnel / simplifié).
Des méthodes semi-automatiques de production sont employées pour traiter un nombre grandissant de publications,.

## Contenu
L'IxTheo constitue une bibliographie de littérature scientifique sur la théologie chrétienne, son contexte historique et ses liens avec d'autres religions, provenant de confessions et de dénominations chrétiennes diverses et publiée dans plusieurs langues. Les publications de sciences religieuses y sont également incluses.
L'IxTheo couvre la majorité de la littérature existante dans les disciplines théologiques suivantes :
- Exégèse biblique
- Histoire du christianisme
- Histoire de la théologie chŕétienne
- Confessions et dénominations chrétiennes
- Droit canonique / ecclésial
- Théologie systématique
- Théologie pratique

## Services
L'IxTheo offre principalement les services suivants :
- Recherche de monographies, articles, critiques de livres, bases de données et hyperliens.
- Soutien des publications à libre accès par l'entremise du système de publication OJS[9]
- Soutien aux auteurs pour la réimpression de leurs articles[10]
- Recherche personnalisée
- Acquisitions dirigées par les usagers (Patron-Driven-Acquisition)[11]
- Recherche de passages bibliques[12]
- Recherche en texte intégral[13]

## Partenariats
L'IxTheo travaille en collaboration avec les bibliothèques, outils bibliographiques et éditeurs suivants:
- Faculté de théologie catholique de l'Université d'Innsbruck (en particulier avec les outils bibliographiques BILDI, KALDI et MIMESIS),
- L'Institut de Droit Canonique (Institut für Kanonisches Recht, IKR) à Münster
- Le Centre de recherche sur Saint-Augustin (Zentrum für Augustinus-Forschung, ZAF) à l'Université Julius-Maximilians-Universität Würzburg
- Bibliothèque de l'archevêché de Cologne (Erzbischöfliche Diözesan- und Dombibliothek Köln)
- Bibliothèque Centrale de l'Église Protestante du Württemberg (Landeskirchliche Zentralbibliothek) à Stuttgart
- Les éditions De Gruyter
- Les éditions Brill
- Les éditions Mohr-Siebeck